# لورا هيكمان
لورا هيكمان (بالإنجليزية: Laura Hickman)‏ (7 ديسمبر 1956، لونغ بيتش في الولايات المتحدة)؛ روائية أمريكية.